# Quettetot
Quettetot är en kommun i departementet Manche i regionen Normandie i norra Frankrike. Kommunen ligger i kantonen Bricquebec som tillhör arrondissementet Cherbourg. År 2018 hade Quettetot 702 invånare.

## Befolkningsutveckling
Antalet invånare i kommunen Quettetot
| Referens: INSEE |